# Pałac w Bycinie
Pałac w Bycinie – zabytkowy pałac wybudowany w XVII w., w miejscowości Bycina, jeden z największych zespołów pałacowych w województwie śląskim.

## Opis
Dwupiętrowy pałac zbudowany na planie litery L, kryty dachem mansardowym. Od frontu portal z głównym wejściem między dwiema kolumnami korynckimi podtrzymującymi fryz zwieńczony kartuszem z herbem Topór Alberta Leopolda Paczensky'ego von Tenczin ozdobionym spływami wolutowymi. Po bokach herbu szyszki pinii na postumentach jako przedłużenie i zwieńczenie kolumn. Zachowane zabytkowe polichromie wnętrz.
Obiekt jest częścią zespołu pałacowo-folwarcznego, w skład którego wchodzą jeszcze: park, młyn, stodoła, dwa czworaki, oficyna (obora). 

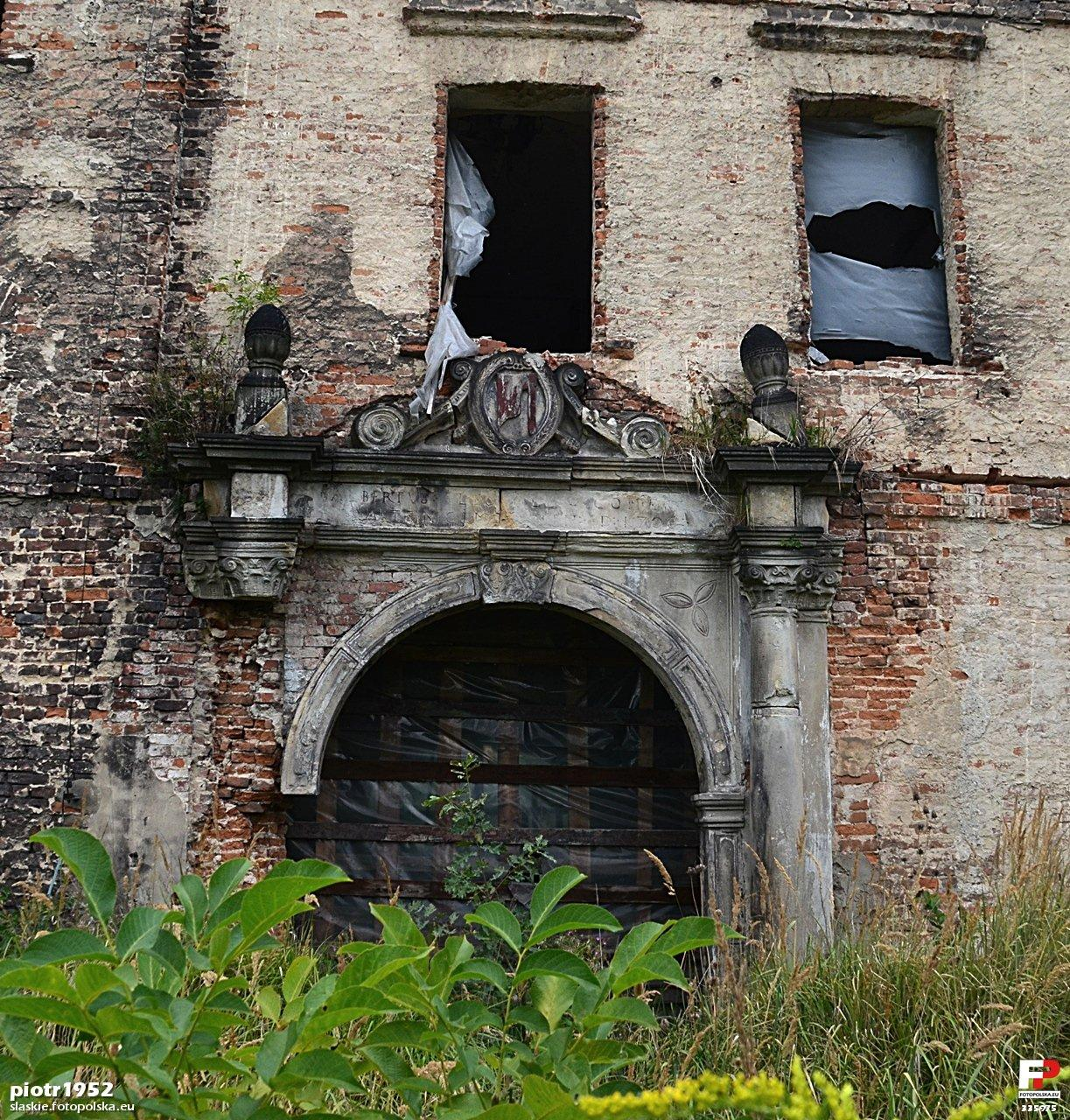
Portal
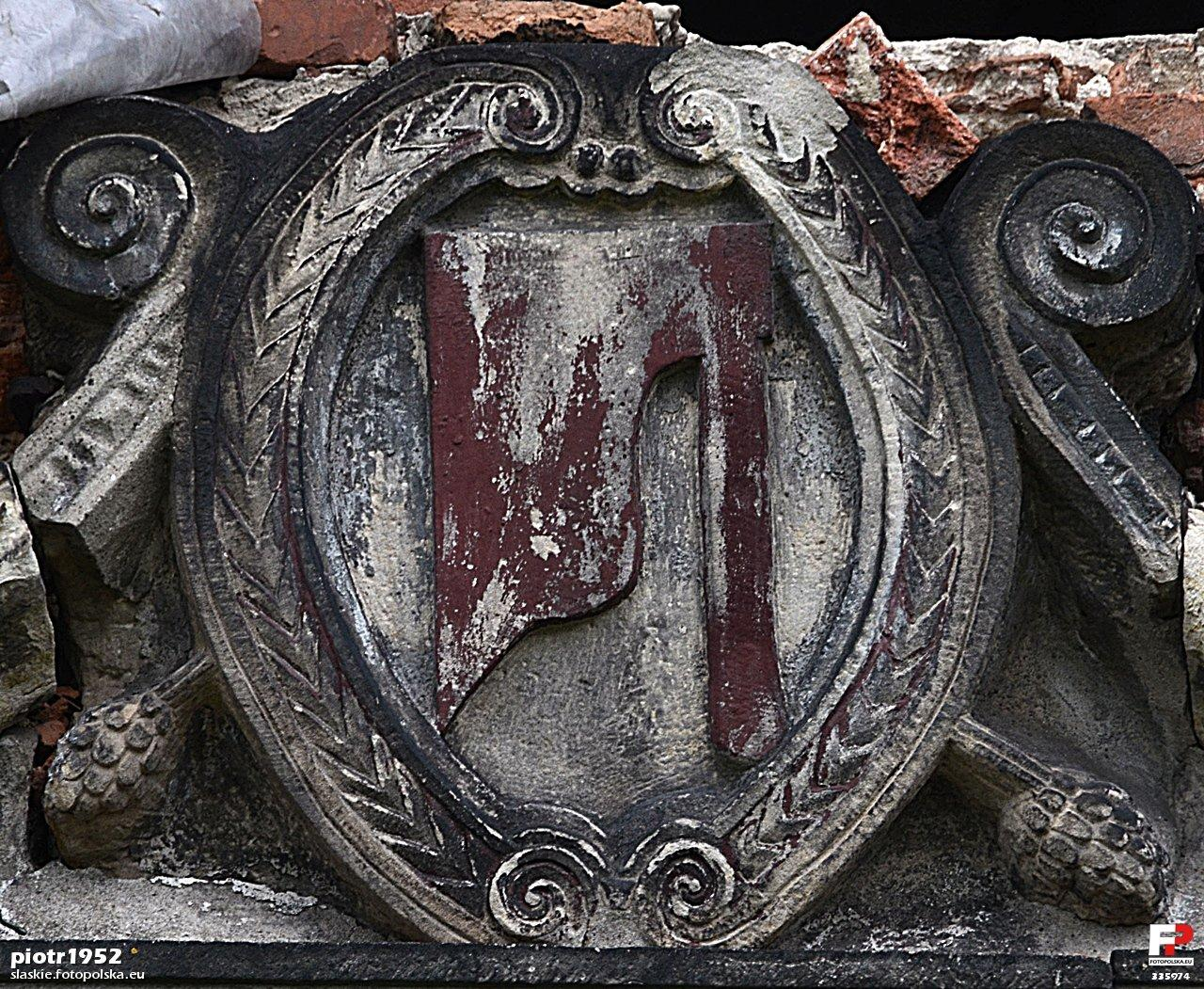
Herb Topór nad portalem
Albert Paczensky von Tenczin h. Topór
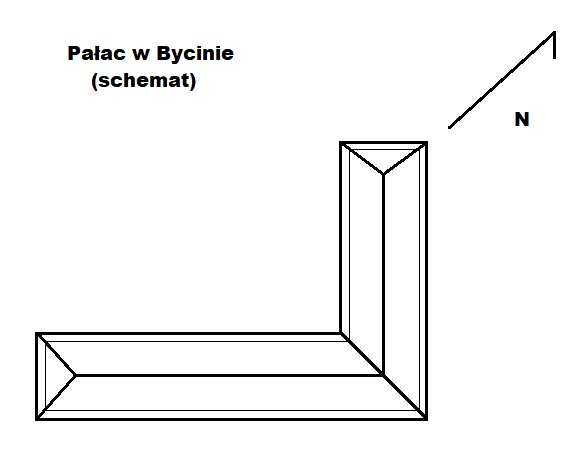
Pałac w Bycinie (schemat)